# Reial Acadèmia de Medicina de les Illes Balears
La Reial Acadèmia de Medicina de les Illes Balears és una institució científica de dret públic, continuadora de les successives Academia Médico-Práctica de Mallorca, creada el 1788, i de la Real Academia de Medicina y Cirugía de Palma de Mallorca, fundada el 1831 sota els auspicis del rei Ferran VII. És la corporació científica més antiga de les Illes Balears.
Com a institució científica mèdica ha tingut operativitat científica ininterrompuda des de la seva fundació fins als nostres dies. L'any 1999 va passar a ser denominada, segons acord pres en sessió de govern, Reial Acadèmia de Medicina de les Illes Balears, i l'àmbit de la seva competència compren tot el territori de les Illes Balears. Té els objectius següents: potenciar i vetllar pel progrés, la investigació i la docència de les ciències de la salut; traslladar a la societat els avenços biomèdics i emetre el seu parer sobre assumptes d'interès per a la salut; auxiliar les Administracions Públiques de les Illes Balears sobre temes de la seva competència, evacuant les consultes que li facin, prèvia petició dels que ostentin la màxima autoritat corresponent; assessorar, quan l'Acadèmia ho consideri oportú, a qui ho sol·liciti, sobre temes de la seva competència i emetre, en el seu cas, els informes pertinents; intervenir en qualsevol qüestió que sorgeixi, i que sigui compatible amb les seves finalitats, sempre que així ho decideixi el ple de l'Acadèmia. Per dur a terme les seves missions i assolir els seus objectius l'Acadèmia s'organitzarà en seccions i comissions i es reunirà regularment en sessions.

## Antecedents remots
L'Academia Médico-Práctica de Mallorca, creada el 1788 és l'antecedent de la Reial Acadèmia de Medicina de les Illes Balears. Anteriorment se n'havien fundat altres a Espanya, com la Regia Societad de Medicina y Ciencias de Sevilla, que va ser constituïda el 1697 i els estatuts de la qual van ser aprovats per la Real Cédula del 25 de Mayo de 1700. El 1731, el Claustro de la Universidad de Valladolid va gestar la formació d'una Academia Médica que va ser aprovada aquest mateix any, però va desaparèixer el 1740. A Madrid, diversos intel·lectuals que es reunien a la llibreria de José Hortega y Hernández, acreditat professor de Farmàcia, van fundar una societat a la qual van posar el nom de Tertulia Literaria Médica. Aquesta tertúlia va ser la que el 1734, després de l'aprovació dels seus estatuts per Felip V, es va convertir en l'Academia Médica Matritense.
El 1783 es va crear a Cartagena una altra institució similar, que a l'any següent va obtenir l'aprovació del Capità General i Governador de la Plaça. El 1770 els metges de Barcelona van aconseguir el permís per formar una Acadèmia Mèdica, però fins setze anys després el Rei no va sancionar els seus estatuts. Han quedat poques dades de l'Academia Médica de Granada encara que, pels estudis de Gómez Entralla, es pot deduir que va existir abans de 1787. Aquests són els únics precursors espanyols que es coneixen de l'Acadèmia de Mallorca. Tanmateix cal recordar també que a Màlaga Manuel Fernández Barea va crear, el 1752, una Academia de Ciencias Naturales y Buenas Letras en la qual els metges van participar de forma majoritària.
Pel que fa a Mallorca, el 1786 el Rector de la Universitat, a instàncies de la Reial Societat Econòmica d'Amics del País, va dirigir a tots els metges de Palma una convocatòria per fundar una Academia Médico-Práctica; la proposta va aconseguir una ràpida i massiva adhesió. Per a redactar les seves normes de funcionament van ser elegits el protomèdic Antoni Vives, els catedràtics Rafel Evinent i Antoni Pau Tugores, així com el metge Francesc Alemany. Una vegada examinats i corregits els estatuts, van ser proposats per la citada Reial Societat i es van aprovar en el Consell del 20 d'agost de 1787. El Rei Carles III va signar la Reial Cèdula Fundacional de l'Acadèmia l'11 de desembre de 1788.
Els estatuts comencen amb una declaració metodològica profundament antisistemática: "Es constante que la Medicina jamás ha llegado al grado de perfección de que era capaz por el camino del sistema, antes debe sólo sus adelantamientos a la experiencia, quien la fundó; de ahí es, que son tan recomendables, y necesarias las Academias para investigar la naturaleza, y sus arcanos con el debido discernimiento, y sólida crítica, caminando por la misma senda experimental, que abrieron los Antiguos, y mejoraron tantos Modernos".
Els deu primers articles assenyalen les obligacions dels acadèmics, consistents fonamentalment en presentar observacions sobre alguna malaltia interessant, remetre informes sanitaris setmanals, confeccionar taules metodològiques-mèdiques i reunir-se en cas d'epidèmia per a intentar trobar els millors mitjans per a dominar-la. En els articles XI a XXIX s'assenyalen els drets i els deures dels càrrecs que han d'existir a l'Acadèmia: President, Vicepresident, dos Secretaris, un Censor, dos Zeladors i quatre Examinadors. Els articles XXX a XXXIV es refereixen als socis i estableixen molt clarament que no es podrà exercir la medicina sense ser membre de l'Acadèmia. Per als que es graduassin en el Col·legi de Medicina i volguessin entrar a formar part de l'Acadèmia era necessari practicar dos anys a l'hospital, haver freqüentat les juntes acadèmiques i, finalment, passar un examen. En els articles XXXV a XLV es dicten les normes a seguir en les juntes, que eren de tres classes: "literàries", de periodicitat setmanal, "generals", que tenien lloc una vegada a l'any i "particulars", celebrades quan el President ho estimava oportú.
Els primers anys d'aquesta institució no van ser plàcids. En la primera elecció el 23 de maig de 1789, va sortir electe com a President Antoni Vives i Mayol. Quan es va celebrar la segona elecció, a l'octubre de 1790, es van formar dos grups; un entorn al primer President i l'altre donant suport a Joan Bautista Mas. Com no es va assolir l'acord, el conflicte va arribar a l'Audiència, la qual va dictaminar la suspensió de les activitats durant tres anys. El 1793 van tenir lloc les noves eleccions i va sortir elegit President Rafel Evinent, que va ocupar el càrrec fins al 1799. Després, l'Acadèmia va estar presidida per Francesc Alemany i va entrar en una progressiva inactivitat. En aquesta primera època va destacar Francesc Ferrer i Casa, antic Rector de la Universitat Literària de Mallorca, que va ser un dels membres més actius; va presentar deu dissertacions manuscrites sobre temes higiènics i històrics.
Les causes de la progressiva decadència d'aquesta primera institució acadèmica resten obscures, tot i que la hipòtesi mes plausible és que l'Acadèmia va deixar de ser un instrument útil per a la defensa dels metges enfront dels cirurgians. Va estar activa mentre va sostenir diversos plets contra alguns cirurgians que receptaven medicines internes i l'Audiència va donar la raó als metges. No obstant això el 1799, les mesures promulgades a Madrid relatives a la creació de la Junta General de Govern de la Facultad Reunida i la unió del Colegio de San Carlos amb l'Estudio de Medicina Práctica, així com la creació del títol de "físic" i la modificació de l'ensenyament de la Medicina, va canviar el criteri de l'Audiència de Palma de Mallorca. A partir de llavors, es va inclinar repetidament a favor dels cirurgians. La decepció que van sofrir els acadèmics, que no veien recompensat el seu esforç, hagué de ser tan gran que va provocar la pràctica desaparició de la Institució. Durant els seus anys de funcionament, la seva activitat va ser molt notable i es van arribar a llegir 137 dissertacions, algunes d'elles sobre l'interessant gènere de les topografies mèdiques. Les dissertacions, en les quals es discutien casos clínics o els aspectes teòrics més en voga en aquells temps, donen una bona idea dels coneixements mèdics de la Mallorca de finals del XVIII i constitueixen una part imprescindible del patrimoni científic de les Illes Balears. Les condicions de la primera meitat del segle xix van anar completament distintes al Període Il·lustrat, en el qual havia nascut la primitiva Acadèmia.
A partir de la Guerra de la Independència, el poble espanyol es va dividir en dues grans mentalitats. Els afrancesats, liberals, i els absolutistes. Ferran VII després d'uns inicis aperturistes es va decantar ràpidament per l'absolutisme, i els liberals, que representaven les ànsies de comunicació amb els països més cults i avançats, van quedar en una situació feble i perdedora. Bona part dels millors científics espanyols van haver d'emigrar perquè la Medicina i les ciències en general, van quedar estancades al fer-se molt difícil l'intercanvi d'idees amb la resta d'Europa. L'absolutisme va ser curiosament el que va fer arribar a Mallorca al botànic valencià Gil o a l'il·lustre químic català Francesc Carbonell i Bravo. En contrapartida, el més important dels nostres científics, Josep Mateu Orfila, va haver de realitzar tota la seva obra científica i acadèmica a França.

## Antecedents immediats i fundació
Els orígens de la Real Academia de Medicina y Cirurgía de Palma de Mallorca, successora de l'Academia Médico-Práctica de Mallorca, cal buscar-los en la reorganització mèdica que va intentar Pere Castelló sota el govern de Calomarde. En 1827 es va crear la Real Junta Superior Gubernativa de Medicina y Cirugía del Reino i el 28 d'agost de 1830 es va dividir el Regne d'Espanya en diversos districtes. En cadascun d'ells es va establir una Acadèmia de Medicina i Cirurgia, sota la dependència de l'esmentada Junta Superior. Van sorgir així les acadèmies de Medicina i Cirurgia de Madrid, Valladolid, La Corunya, Sevilla, Cadis, Granada, València, Barcelona, Zaragoza i Palma de Mallorca. Pel que fa a les Illes Balears, Miguel Noguera de Superna, antic catedràtic de la Facultat de Medicina clausurada el 1820, va ser comissionat per a dirigir la nova Institució i convocar als socis de número nomenats per la Junta. Aquests van ser Francesc Oleo, Felip Salom, Joan Nicolau, Rafel Cerdó, Gabriel Floriana, Damià Verger i Miguel Muntaner. A més, el 15 de març de 1831 es va completar el nombre d'acadèmics en ser triats Pere Josep Arabí, Joan Trias, Miquel Oleo i Mateu Castellà.
El 22 del mateix mes es va procedir al nomenament dels altres directius: Francesc Oleo, Vicepresident; Miquel Muntaner, Secretari de Govern; Miquel Oleo, Secretari de correspondències estrangeres, i Gabriel Floriana, Bibliotecari Arxiver. El doctor Mateu Castellà quedà encarregat de fer les gestions perquè l'Acadèmia pogués instal·lar-se a l'edifici de l'extingida Universitat. En el primer discurs, que es va pronunciar el 15 d'abril de 1831, el citat Dr. Miquel Noguera va manifestar les seves esperances que la nova institució servís per a "propagar" els remeis que anassin descobrint-se. Tres anys després Floriana insistia en que l'Acadèmia hauria de recollir les doctrines i observacions dels diferents mètodes curatius, comparar-los entre si i, a través de discussions ben ordenades, franques i sense esperit de partit, analitzar-les i resoldre-les.

## Evolució històrica
L'Academia de Medicina y Cirugía de Palma de Mallorca es va transformar en l'únic lloc que donava recer a les discussions sobre assumptes mèdics i, per tant, en la porta d'entrada de les novetats que apareixien en aquell segle tan innovador que va ser el XIX. Els discursos que s'hi van pronunciar donen compte de les tres mentalitats (anatomopatològica, fisiopatològica i etiològica) que van dominar successivament el pensament mèdic al llarg d'aquesta centúria. Els arguments que en aquests discursos s'argüien van passar de ser molt teòrics a estar basats en proves objectives.
Dit en altres paraules, al final del segle xix el positivisme ja regnava en la mentalitat de la majoria dels seus membres. Va ser fonamental per a l'activitat científica que l'Acadèmia el 1882 promogués la formació del Col·legi Mèdico-Farmacèutic, en les tasques del qual també van participar farmacèutics i veterinaris. Aquest Col·legi va ser el creador de la Revista Balear de Medicina, Farmàcia i Veterinària (1885-1912), que ha estat sens dubte la publicació de més alt nivell de les editades a Mallorca i una de les millors de l'Espanya del seu temps. Sota els auspicis de la Reial Acadèmia i del Col·legi es van crear l'Institut Balear de Vacunació Directa, el Laboratori Químic Biològic i l'Institut Balear d'Antropologia. Paral·lelament al Col·legi Mèdico-Farmacèutic, que era d'inscripció voluntària, l'Acadèmia, amb membres triats per coaptació, va seguir desenvolupant un decisiu paper pel que fa a la modernització i entrada de noves idees mèdiques a Mallorca. Aquesta funció, la Reial Acadèmia l'ha continuat desenvolupant, amb major o menor eficàcia, fins als nostres dies.
Durant la Guerra Civil i la post-guerra, les tasques de la Reial Acadèmia van limitar-se de manera gairebé exclusiva a l'estudi de la situació sanitària de l'illa, donant a conèixer periòdicament la distribució geogràfica de les malalties contagioses.
Els acadèmics José Mª Rodríguez Tejerina, Josep Tomàs Monserrat, Macià Tomàs Salvà i Joana Ma Sureda Trujillo, han estudiat la història d'aquesta venerable institució i el seu paper decisiu en la introducció dels coneixements mèdics d'avantguarda en les nostres illes. Fins a la data, la Reial Acadèmia l'han constituït 133 membres numeraris i ha estat dirigida per 38 acadèmics.
L'any de la seva creació la Reial Acadèmia va establir la seva seu al Reial Seminari Conciliar i, quatre anys després (1835), va desplaçar-se al Col·legi dels Pares Jesuïtes del carrer de Monti-sion. El 1920 la corporació es va veure forçada a cercar una nova seu, i va establir-se llavors a l'Estudi General Lul·lià fins que aquest edifici va quedar inutilitzat el 1936 a conseqüència d'un dels bombardeigs soferts per la ciutat. Per aquest motiu, la Reial Acadèmia va traslladar-se al núm. 1 del carrer de Sant Francesc fins al 1948, quan va fixar la seu al carrer de Morey, 20. El 1996, gràcies al generós suport de la Conselleria de Salut, va ocupar la seu actual del carrer de Can Campaner 4.

## Transferència a la Comunitat Autònoma de les Illes Balears. Vida acadèmica
Des del 22 de desembre de 1994 forma part, com a Acadèmia Associada, de l'Instituto de España. Només tenen aquesta consideració "les de major antiguitat, major prestigi i activitats més permanents en pro dels fins acadèmics" (article 4º de l'Instituto de España). El Consell de Govern de la Comunitat Autònoma de les Illes Balears, mitjançant el Decret n. 64, del 13 de maig de 1994, va assumir les competències en matèria d'acadèmies que van tenir la seva seu en el territori de les Illes Balears i es van assignar a la Conselleria d'Educació i Cultura. Malgrat aquesta dependència administrativa, els successius titulars de la Conselleria de Salut i Consum han estat els que han tingut un paper decisiu en el sosteniment de la institució científica més antiga de la nostra Comunitat. Gràcies al seu suport, la Reial Acadèmia de Medicina disposa d'una seu estable, gaudeix d'un saló d'actes envejable i edita des del 1986 la revista científica Medicina Balear, de periodicitat quadrimestral. El 2013 la revista va incorporar-se a la plataforma de la Biblioteca Digital de les Illes Balears, de la Universitat. En pocs mesos va passar a ser la publicació balear líder en descàrregues: el 2015 Medicina Balear va sumar més de 250.000 descàrregues d'articles i revistes completes.
El 1999, per a adaptar-se a l'esperit de l'Estatut d'Autonomia, va passar a denominar-se Reial Acadèmia de Medicina de les Illes Balears. Els seus actuals estatuts, aprovats en Sessió Extraordinària del 2 de juny de 2015, van ser publicats en el BOIB nº181 de 12 de desembre de 2015.
El 2013 va passar a dependre de la Conselleria de Presidència, amb el propòsit d'assegurar el suport institucional necessari per a afavorir l'estabilitat, la independència i la projecció de la Reial Acadèmia.
La Reial Acadèmia té vigents diferents convenis subscrits, un d'ells amb la Universitat de les Illes Balears (UIB), i un segon amb l'Institut d'Estudis Catalans (IEC). Amb la Universitat, la Reial Acadèmia col·labora des de 2015 en la impartició d'activitats formatives dels programes de doctorat.

## Acadèmics d'honor
Excm. Sr. Santiago Grisolia García 
Premi Príncep d'Asturies d'Investigación Científica i Tècnica
Ecxm. Sr. Ciril Rozman Borstnar 
Premi Jaume I

## Acadèmics numeraris
M.I. Sr. Miguel Munar Qués      
M.I. Sra. Juana Mª Román Piñana          
M.I. Sr. José Tomás Monserrat
M.I. Sr. Arnaldo Casellas Bernat              
M.I. Sr Bartolomé Anguera Sansó          
M.I. Sr. Bartolomé Nadal Moncadas      
M.I. Sr. Alfonso Ballesteros Fernández 
M.I. Sr. Francesc Bujosa Homar               
M.I. Sr. Ferran Tolosa Cabani    
Excm. Sr. Macià Tomàs Salvà
M.I. Sra. Juana Mª Sureda Trujillo          
M.I. Sr. Juan Buades Reinés      
M.I. Sr. José Luis Olea Vallejo   
M.I. Sr. Pere Riutord Sbert        
M. I. Sr. Joan Besalduch Vidal   
M. I. Sr. Felix Grasses Freixedas              
M. I. Sr. Antonio Cañellas Trobat            
M. I. Sr. Josep Francesc Forteza Albertí               
M.I. Sr. Jordi Ibáñez Julve          
M.I. Sr. Joan March Noguera    
M.I. Sr. Ángel Arturo López González
M.I. Sra. Maria Pilar Roca Salom
M.I. Sr. Javier Cortés Bordoy

## Acadèmics supernumeraris
M.I. Sr. Álvaro Agustí García-Navarro
M.I. Sra. Marta Emma Couce Matovelle